# Dynamoterror dynastes
Dynamoterror dynastes ("poderoso gobernante del terror") es la única especie conocida del género extinto Dynamoterror de dinosaurio terópodo tiranosáurido que vivió a finales del periodo Cretácico, hace aproximadamente 78 millones de años, durante el Campaniense, en lo que es hoy Norteamérica.

## Descripción
Dynamoterror tenía aproximadamente la misma longitud que el espécimen LACM 23845, un ejemplar inmaduro de Tyrannosaurus rex. Este último se estimó en el 80% de la longitud de un Tyrannosaurus adulto, por lo que se ha estimado que Dynamoterror puede haber medido alrededor de 9 metros de largo. El espécimen holotipo, UMNH VP 28348, consiste en un esqueleto fragmentario hallado en asociación que incluye elementos craneales y postcraneales incluyendo los huesos frontales derecho e izquierdo, cuatro centros de vértebras, fragmentos de costillas, el segundo metacarpo derecho, el ilion, y dos huesos falangeales del cuarto dedo del pie izquierdo.
Los descriptores fueron capaces de identificar dos características distintivas. Estos son autopomorfismos, rasgos derivados únicos. Las dos ramas frontales del hueso de la frente, una hacia el punto de contacto entre el hueso frontal y nasal, la otra hasta el punto de contacto entre el hueso frontal y lagrimal, están juntas, separadas solo por una muesca poco profunda. Cuando la pata de la frente forma una costura de la pierna con el posorbital, la parte posterior tiene una proyección rectangular, curva hueca y dirigida lateralmente que está separada de la parte frontal de la frente por un surco profundo.
La descripción del esqueleto se centró fuertemente en los huesos de la frente, que muestran los detalles más distintivos. El resto del esqueleto conservado se construye bastante estándar para un tiranosáurido. Los huesos de la frente tienen una relación altura/anchura de 0,57, lo que indica un espécimen completamente crecido o casi completamente crecido. La rama de la pata de la frente hasta el punto de contacto entre el prefrontal y el hueso nasal es bastante pequeña en comparación con la de Teratophoneus. La rama está construida como una proyección cónica. De su lado, una rama cónica igualmente relativamente pequeña se encuentra más en la dirección del hueso lagrimal. Por cierto, la mayoría de los familiares tienen ramas tan pequeñas; Lo único es que están tan juntos. En la parte superior, ambos huesos de la frente forman un peine alto, una característica típica de Tyrannosaurus. La faceta con el postorbital se divide en un claro frente y atrás, separados por una cantera ligeramente inclinada. Con los familiares, la faceta continúa continuamente de adelante hacia atrás. De los cuatro cuerpos vertebrales preservados, solo uno puede ser identificado, como una vértebra dorsal. El segundo hueso metatarsiano no tiene faceta de contacto en forma de canal con el tercer hueso metatarsiano. La pieza preservada del ilion es probablemente el peine por encima de la articulación de la cadera. Es notablemente delgado en el medio, con solo 0.7 milímetros de grosor. Las dos uñas de los pies no muestran ninguna construcción especial.
Los huesos frontales son elementos gruesos y sólidos con facetas de alto contacto con los otros huesos del cráneo. Eso hace posible reconstruir una gran parte del cráneo. Al igual que otros tiranosáuridos, Dynamoterror parece tener grandes ventanas superiores. Junto con el peine medio alto, esto indica la presencia de enormes músculos para las mandíbulas inferiores que tienen un grupo de características especializadas en aumentar la fuerza de mordida.

## Descubrimiento e investigación
Sus fósiles fueron hallados en Nuevo México, Estados Unidos en rocas del Cretácico Superior y la especie tipo es Dynamoterror dynastes. El nombre del género se deriva de la palabra griega dynamis, δύναμις, que significa "fuerza" y el latín terror, significando "El poder del terror". El nombre de la especie de deriva de δυνάστης, "gobernante". El nombre de la especie se ha hecho deliberadamente lo más imponente posible para reflejar la posición de Dynamoterror como el superdepredador de su hábitat. La publicación estaba en una revista electrónica y, por lo tanto, había identificadores de ciencias biológicas necesarios para la validez del nombre. Estos son 4B3FA975-DC43-4C1F-813F-29BB9DFDF9B6 para el género y EED48535-DC9C-4E4A-A5BB-1ACA1D5FD918 para la especie.

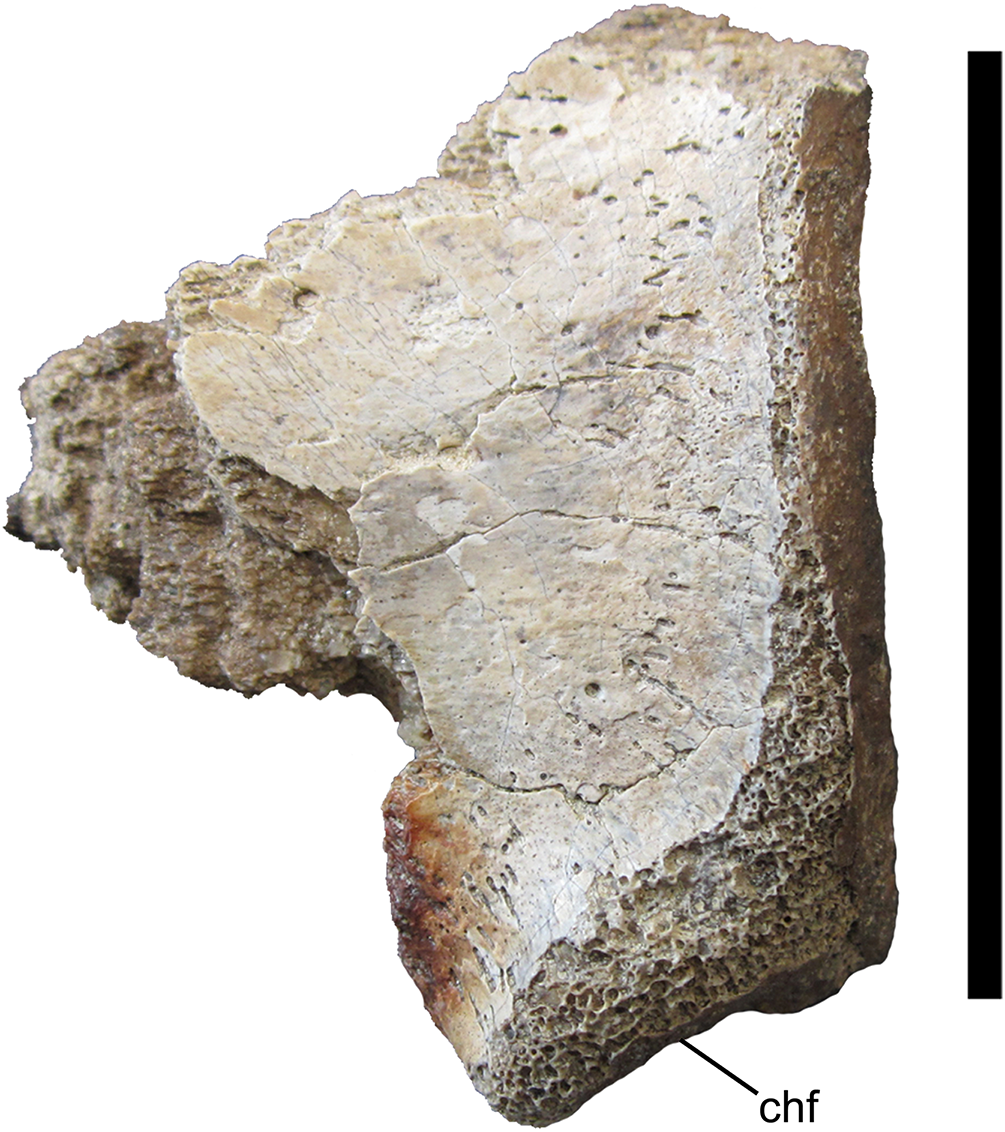
Centro de una vértebra medial de la cola.

El espécimen holotipo, UMNH VP 28348, fue recuperado en el Miembro Allison de la Formación Menefee en la Cuenca San Juan en el noroeste de Nuevo México, que data de principios de la época del Campaniense. Los restos fueron encontrados por primera vez en agosto de 2012 durante una expedición liderada por Andrew McDonald del Western Science Center y Douglas Wolfe, el gerente del "Zuni Dinosaur Institute for Geosciences". En el transcurso de la expedición, los voluntarios Brian Watkins y Eric Gutierrez notaron la presencia de huesos fragmentarios dentro de la arenisca. El espécimen está alojado en la colección del Museo de Historia Natural de Utah en Salt Lake City, Utah. Los fósiles del ammonoideo Baculites perplexus que se han encontrado en la misma localidad que UMNH VP 28348 han sido datados entre 78.0 a 78.5 millones de años, lo que indica que Dynamoterror vivió hace aproximadamente 78 millones de años. Junto con Lythronax, Dynamoterror es uno de los más antiguos tiranosáuridos conocidos. En agosto de 2012, Eric Gutiérrez encontró huesos de un gran terópodo en el condado de San Juan, Nuevo México. Fueron liberados en la superficie y fueron recolectados el mismo año por un equipo formado por Sam Cordero, WH y Nancy Ebbinghaus, Eric Gutiérrez, Brandon Hedrick, Jake Kudlinski, Adam Laing, Andrew T. McDonald, Sherman y Ben Mohler, James Poole., John Rockhill, Korri Dee Turner, Brian Watkins y Douglas G. Wolfe. La ubicación se examinó más a fondo en 2013 y 2018, pero no se encontraron más restos.
Un estudio publicado en 2020 determinó que Dynamoterror era un nomen dubium debido a la naturaleza fragmentaria y no diagnóstica del espécimen holotipo.

## Clasificación
McDonald et al. determinaron que Dynamoterror pertenece a la subfamilia Tyrannosaurinae. En su análisis filogenético, este género forma una politomía junto a otros grandes tiranosaurinos avanzados. Esta politomía probablemente sea un efecto de la naturaleza fragmentaria de los fósiles de este animal. Dynamoterror es en 2018 después de Lythronax, el tiranosáurido más antiguo conocido. Debido a que su posición en el cladograma aparentemente no era muy basal, esto implica que la evolución de los Tyrannosauridae debe tener líneas de linaje ocultas durante mucho tiempo y el grupo debe haber surgido relativamente rápido.

### Filogenia
A continuación se muestra un cladograma basado en el análisis de McDonald et al., 2018.

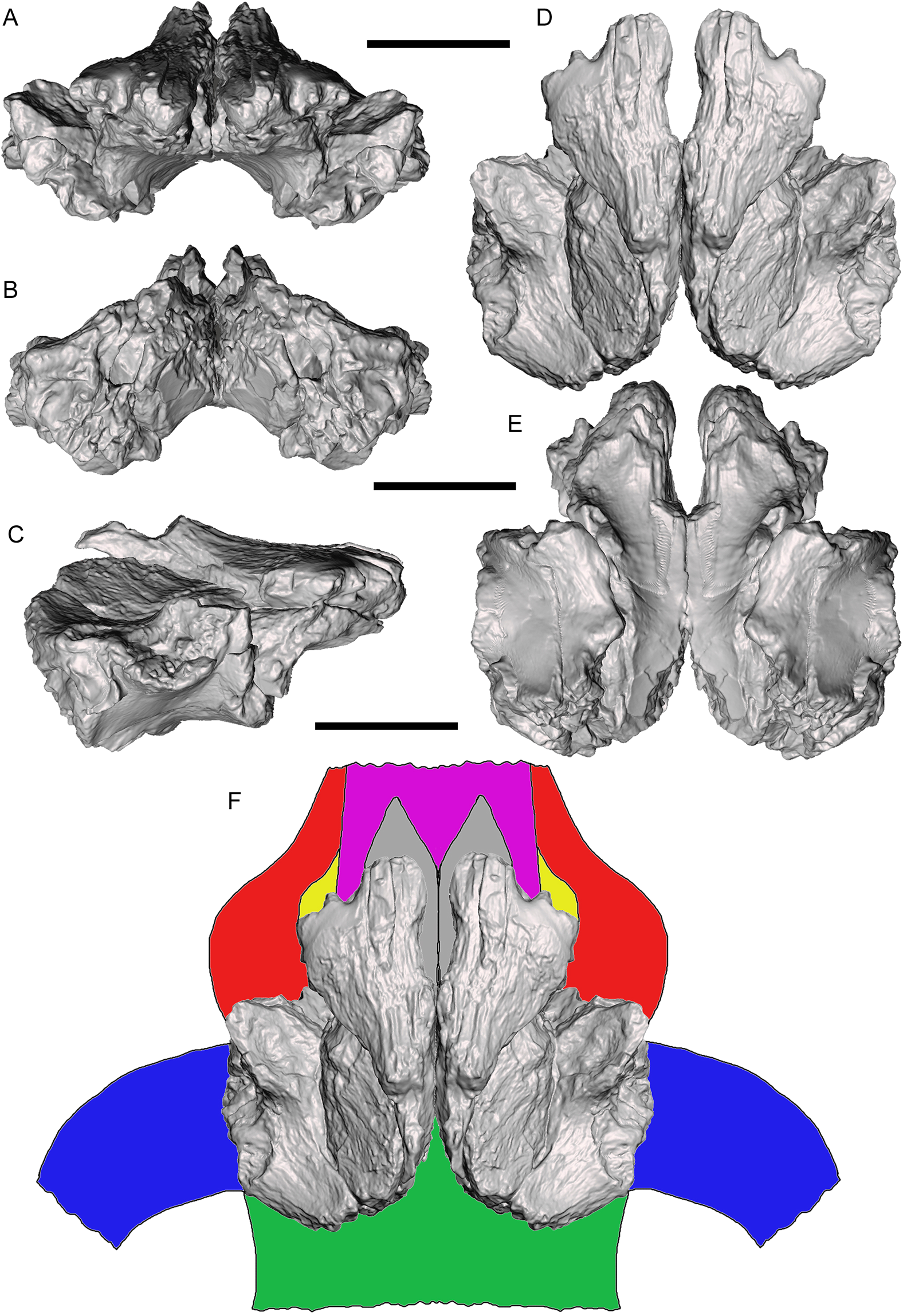
El complejo frontal reconstruido.

|  | Albertosaurus sarcophagus |
|  |                           |
|  | Gorgosaurus libratus      |
|  |                           |

|  | Qianzhousaurus sinensis                                               |
|  |                                                                       |
|  | \| \| Alioramus remotus \| \| \| \| \| \| Alioramus altai \| \| \| \| |
|  |                                                                       |
|  | Alioramus remotus                                                     |
|  |                                                                       |
|  | Alioramus altai                                                       |
|  |                                                                       |

|  | Alioramus remotus |
|  |                   |
|  | Alioramus altai   |
|  |                   |

|  | Lythronax argestes                                                       |
|  |                                                                          |
|  | Dynamoterror dynastes                                                    |
|  |                                                                          |
|  | Nanuqsaurus hoglundi                                                     |
|  |                                                                          |
|  | Teratophoneus curriei                                                    |
|  |                                                                          |
|  | Daspletosaurus torosus                                                   |
|  |                                                                          |
|  | Daspletosaurus horneri                                                   |
|  |                                                                          |
|  | Zhuchengtyrannus magnus                                                  |
|  |                                                                          |
|  | \| \| Tarbosaurus bataar \| \| \| \| \| \| Tyrannosaurus rex \| \| \| \| |
|  |                                                                          |
|  | Tarbosaurus bataar                                                       |
|  |                                                                          |
|  | Tyrannosaurus rex                                                        |
|  |                                                                          |

|  | Tarbosaurus bataar |
|  |                    |
|  | Tyrannosaurus rex  |
|  |                    |

|  | Qianzhousaurus sinensis                                               |
|  |                                                                       |
|  | \| \| Alioramus remotus \| \| \| \| \| \| Alioramus altai \| \| \| \| |
|  |                                                                       |
|  | Alioramus remotus                                                     |
|  |                                                                       |
|  | Alioramus altai                                                       |
|  |                                                                       |

|  | Alioramus remotus |
|  |                   |
|  | Alioramus altai   |
|  |                   |

|  | Lythronax argestes                                                       |
|  |                                                                          |
|  | Dynamoterror dynastes                                                    |
|  |                                                                          |
|  | Nanuqsaurus hoglundi                                                     |
|  |                                                                          |
|  | Teratophoneus curriei                                                    |
|  |                                                                          |
|  | Daspletosaurus torosus                                                   |
|  |                                                                          |
|  | Daspletosaurus horneri                                                   |
|  |                                                                          |
|  | Zhuchengtyrannus magnus                                                  |
|  |                                                                          |
|  | \| \| Tarbosaurus bataar \| \| \| \| \| \| Tyrannosaurus rex \| \| \| \| |
|  |                                                                          |
|  | Tarbosaurus bataar                                                       |
|  |                                                                          |
|  | Tyrannosaurus rex                                                        |
|  |                                                                          |

|  | Tarbosaurus bataar |
|  |                    |
|  | Tyrannosaurus rex  |
|  |                    |

|  | Albertosaurus sarcophagus |
|  |                           |
|  | Gorgosaurus libratus      |
|  |                           |

|  | Qianzhousaurus sinensis                                               |
|  |                                                                       |
|  | \| \| Alioramus remotus \| \| \| \| \| \| Alioramus altai \| \| \| \| |
|  |                                                                       |
|  | Alioramus remotus                                                     |
|  |                                                                       |
|  | Alioramus altai                                                       |
|  |                                                                       |

|  | Alioramus remotus |
|  |                   |
|  | Alioramus altai   |
|  |                   |

|  | Lythronax argestes                                                       |
|  |                                                                          |
|  | Dynamoterror dynastes                                                    |
|  |                                                                          |
|  | Nanuqsaurus hoglundi                                                     |
|  |                                                                          |
|  | Teratophoneus curriei                                                    |
|  |                                                                          |
|  | Daspletosaurus torosus                                                   |
|  |                                                                          |
|  | Daspletosaurus horneri                                                   |
|  |                                                                          |
|  | Zhuchengtyrannus magnus                                                  |
|  |                                                                          |
|  | \| \| Tarbosaurus bataar \| \| \| \| \| \| Tyrannosaurus rex \| \| \| \| |
|  |                                                                          |
|  | Tarbosaurus bataar                                                       |
|  |                                                                          |
|  | Tyrannosaurus rex                                                        |
|  |                                                                          |

|  | Tarbosaurus bataar |
|  |                    |
|  | Tyrannosaurus rex  |
|  |                    |

|  | Qianzhousaurus sinensis                                               |
|  |                                                                       |
|  | \| \| Alioramus remotus \| \| \| \| \| \| Alioramus altai \| \| \| \| |
|  |                                                                       |
|  | Alioramus remotus                                                     |
|  |                                                                       |
|  | Alioramus altai                                                       |
|  |                                                                       |

|  | Alioramus remotus |
|  |                   |
|  | Alioramus altai   |
|  |                   |

|  | Lythronax argestes                                                       |
|  |                                                                          |
|  | Dynamoterror dynastes                                                    |
|  |                                                                          |
|  | Nanuqsaurus hoglundi                                                     |
|  |                                                                          |
|  | Teratophoneus curriei                                                    |
|  |                                                                          |
|  | Daspletosaurus torosus                                                   |
|  |                                                                          |
|  | Daspletosaurus horneri                                                   |
|  |                                                                          |
|  | Zhuchengtyrannus magnus                                                  |
|  |                                                                          |
|  | \| \| Tarbosaurus bataar \| \| \| \| \| \| Tyrannosaurus rex \| \| \| \| |
|  |                                                                          |
|  | Tarbosaurus bataar                                                       |
|  |                                                                          |
|  | Tyrannosaurus rex                                                        |
|  |                                                                          |

|  | Tarbosaurus bataar |
|  |                    |
|  | Tyrannosaurus rex  |
|  |                    |

## Paleoecología
Dynamoterror aparece en el Miembro Allison de la Formación Menefee de Nuevo México. Otra fauna que se ha encontrado en esta formación incluye al nodosáurido Invictarx, el aligatoroideo Brachychampsa sealeyi, y un ceratópsido centrosaurino aún sin nombrar.
El descubrimiento de un nuevo tiranosáurido en el sur de Laramidia posiblemente confirma la hipótesis de que el sur y el norte de ese subcontinente tenían fauna separada . Poco se sabe de esa fauna, Dynamoterror es solo el segundo dinosaurio descrito en la Formación Menefee, El primero fue, también en 2018, el nodosáurido Invictarx que, a pesar del nombre igualmente impresionante con Dynamoterror, tiene en común que los restos son muy escasos. Invictarx pudo haber sido una presa de Dynamoterror.